# Chorvatské župy

Chorvatské župy: 1. Záhřebská
2. Krapinsko-zagorská
3. Sisacko-moslavinská
4. Karlovacká
5. Varaždinská
6. Koprivnicko-križevecká
7. Bjelovarsko-bilogorská
8. Přímořsko-gorskokotarská
9. Licko-senjská
10. Viroviticko-podrávská
11. Požežsko-slavonská
12. Brodsko-posávská
13. Zadarská
14. Osijecko-baranjská
15. Šibenicko-kninská
16. Vukovarsko-sremská
17. Splitsko-dalmatská
18. Istrijská
19. Dubrovnicko-neretvanská
20. Mezimuřská
21. Město Záhřeb

Župy (v originále županije) jsou správními jednotkami Chorvatské republiky. Jejich správu a statut určuje Zákon o místním uspořádání a krajové samosprávě (v originále Zakon o lokalnoj i područnoj samoupravi). 
Celé území Chorvatska je členěno na dvacet žup a město Záhřeb.
Podle Zákona o místní samosprávě má každá župa ve své správní kompetenci:
- vzdělání
- zdravotnictví
- urbanismus
- hospodářský rozvoj
- dopravu a dopravní infrastrukturu
- správu cest (netýká se dálnic)
- plánování a rozvoj kulturních, zdravotních a sociálních věcí
- dohled nad obecní správou
- ostatní správní náležitosti podle příslušných zákonů.

Názvy chorvatských žup jsou dány Zákonem o území žup, měst a obcí Republiky Chorvatsko a jsou odvozeny ze správních středisek nebo místních krajových názvů.

## Historie

Chorvatské župy v 19. století

Od poloviny 10. století se podle kronikáře Konstantina Porfirogeneta na území dnešní Dalmácie a Bosny nacházelo 11 žup: Livenská, Cetinská, Imotská, Plivská, Psetská, Přímořská, Bribirská, Nonská, Kninská, Sidražská a Ninská.
V 11. a 12. století jsou doloženy tyto župy: Lická, Krbavská, Modrušská a Vinodolská. Ve 13. století na území severního Chorvatska zmiňují Záhřebská, Varaždinská, Križevecká, Virovitická, Gorická a Gorská župa, ve Slavonii pak Požežská a Vukovská župa.
Na konci středověku byl systém žup oslaben tureckým nebezpečím. Po osvobození Slavonie od turecké nadvlády V 18. století se znovu ustavují Virovitická, Požežská a Sremská župa. Jejich vůdcem byl župan.
Roku 1866 došlo k územní reformě a od té doby se Chorvatsko dělilo na osm žup. V této době nebyla součástí Chorvatska Istrie, Dalmácie ani většina Baranje, ale za to k němu patřil celý Srem.
1. Bjelovarsko-križevecká (centrem Bjelovar)
2. Licko-krbavská (Gospić)
3. Modrušsko-rijecká (Ogulin)
4. Požežska (Požega)
5. Sremská (Vukovar, župa zasahovala až do dnešního Srbska)
6. Varaždinská (Varaždín)
7. Virovitická (Osijek)
8. Záhřebská (Záhřeb)

Župy existovaly i v království SHS, ty ale byly zrušeny ústavou z roku 1921. V období Nezávislého chorvatského státu bylo ustaveno 22 žup a hlavní město Záhřeb.

## Seznam současných žup
| Župa                     | Chorvatský název                | Rozloha (km²) | Počet obyvatel (2011) | Hustota zalidnění (ob./km²) | Hlavní město   | Největší město | Počet měst | Počet opčin |
| ------------------------ | ------------------------------- | ------------- | --------------------- | --------------------------- | -------------- | -------------- | ---------- | ----------- |
| Bjelovarsko-bilogorská   | Bjelovarsko-bilogorska županija | 2 640         | 119 764               | 45,36                       | Bjelovar       | Bjelovar       | 5          | 18          |
| Brodsko-posávská         | Brodsko-posavska županija       | 2 030         | 158 575               | 78,11                       | Slavonski Brod | Slavonski Brod | 2          | 26          |
| Dubrovnicko-neretvanská  | Dubrovačko-neretvanska županija | 1 781         | 122 568               | 68,88                       | Dubrovník      | Dubrovník      | 5          | 17          |
| Istrijská                | Istarska županija               | 2 813         | 208 055               | 73,96                       | Pazin          | Pula           | 10         | 31          |
| Karlovacká               | Karlovačka županija             | 3 626         | 128 899               | 35,54                       | Karlovac       | Karlovac       | 5          | 17          |
| Koprivnicko-križevecká   | Koprivničko-križevačka županija | 1 748         | 115 584               | 66,12                       | Koprivnica     | Koprivnica     | 3          | 22          |
| Krapinsko-zagorská       | Krapinsko-zagorska županija     | 1 229         | 132 892               | 108,13                      | Krapina        | Krapina        | 7          | 25          |
| Licko-senjská            | Ličko-senjska županija          | 5 353         | 50 927                | 9,51                        | Gospić         | Gospić         | 4          | 8           |
| Mezimuřská               | Međimurska županija             | 729           | 113 804               | 156,16                      | Čakovec        | Čakovec        | 3          | 22          |
| Osijecko-baranjská       | Osječko-baranjska županija      | 4 155         | 305 032               | 73,41                       | Osijek         | Osijek         | 7          | 35          |
| Požežsko-slavonská       | Požeško-slavonska županija      | 1 823         | 78 034                | 42,8                        | Požega         | Požega         | 5          | 5           |
| Přímořsko-gorskokotarská | Primorsko-goranska županija     | 3 588         | 296 195               | 82,55                       | Rijeka         | Rijeka         | 14         | 22          |
| Sisacko-moslavinská      | Sisačko-moslavačka županija     | 4 468         | 172 439               | 38,59                       | Sisak          | Sisak          | 7          | 12          |
| Splitsko-dalmatská       | Splitsko-dalmatinska županija   | 4 540         | 454 798               | 100,3                       | Split          | Split          | 16         | 39          |
| Šibenicko-kninská        | Šibensko-kninska županija       | 2 984         | 109 375               | 36,65                       | Šibenik        | Šibenik        | 5          | 15          |
| Varaždinská              | Varaždinska županija            | 1 262         | 175 951               | 139,42                      | Varaždín       | Varaždín       | 6          | 22          |
| Viroviticko-podrávská    | Virovitičko-podravska županija  | 2 024         | 84 836                | 41,91                       | Virovitica     | Virovitica     | 3          | 13          |
| Vukovarsko-sremská       | Vukovarsko-srijemska županija   | 2 454         | 179 521               | 73,15                       | Vukovar        | Vinkovci       | 5          | 26          |
| Zadarská                 | Zadarska županija               | 3 646         | 170 017               | 46,63                       | Zadar          | Zadar          | 6          | 28          |
| Záhřebská                | Zagrebačka županija             | 3 060         | 317 606               | 103,79                      | Záhřeb         | Velika Gorica  | 9          | 25          |
| Hlavní město Záhřeb      | Grad Zagreb                     | 641           | 790 017               | 1 232,47                    | Záhřeb         | Záhřeb         | 1          | 17          |

## Orgány žup

### Županijska skupština
Županijska skupština je správní sbor každé jednotlivé župy. Čítá od 31 do 51 členů. Mandát člena skupštiny trvá 4 roky. Skupština má předsedu a dva místopředsedy.

### Župan
Župan je hlavním představitelem župy. Předsednictvo může mít od 7 do 13 členů, předsednictvo města Záhřebu od 9 do 15 členů.

### Správní kompetence
- výběr daní a ostatních poplatků
- příjmy z vlastnictví
- příjmy obchodních společností a jiných právnických osob
- pokuty a majetková správní řízení
- podíl na společných daních s celostátním daňovým systémem
- půjčky a granty z celostátního rozpočtu
- ostatní příjmy dané zákonem